# Abd Rabbuh Mansur al-Hadi
El mayor general Abd al-Rahman Rabbuh al-Mansur al-Hadi (en árabe: عبد ربه منصور الهادي; Abyan, 1945) es un político yemení que se desempeñó como Presidente de Yemen desde 2012 hasta 2022, cuando renunció y transfirió la autoridad ejecutiva al Consejo de Liderazgo Presidencial. Anteriormente fue vicepresidente desde el 3 de octubre de 1994 hasta el 27 de febrero de 2012 y presidente interino entre el 4 de junio y 23 de septiembre de 2011. Asumió la presidencia el 23 de diciembre de 2011 en sustitución de Ali Abdullah Saleh, quien renunció tras las protestas opositoras iniciadas en enero de 2011.
El 23 de noviembre, volvió a ser presidente interino, después de que Saleh pasara a desempeñar un papel no activo a la espera de las elecciones presidenciales "a cambio de inmunidad judicial". Se esperaba que Hadi "formara un gobierno de unidad nacional y también convocara elecciones presidenciales anticipadas en un plazo de 90 días", mientras que Saleh seguía siendo presidente sólo de nombre.  Mansur Hadi fue elegido presidente para un período de transición de dos años el 21 de febrero por las facciones políticas de Yemen, en unas elecciones en las que fue el único candidato de consenso, aunque las elecciones fueron boicoteadas por los hutíes en el norte y los secesionistas del sur en el sur del país. El mandato de Hadi se prorrogó un año más en enero de 2014.  
El 22 de enero de 2015, los hutíes lo obligaron a dimitir en medio de una protesta masiva contra su decisión de aumentar los subsidios a los combustibles y debido a la insatisfacción con el resultado de la Revolución de 2011. Posteriormente, los hutíes y los partidarios de Saleh se apoderaron del palacio presidencial y pusieron a Hadi bajo arresto domiciliario. Los hutíes nombraron un Comité Revolucionario para asumir los poderes de la presidencia, así como para unificarse con el Congreso General del Pueblo, el propio partido político de Hadi.  Un mes después, Hadi escapó a su ciudad natal de Adén, rescindió su renuncia y denunció la toma del poder por parte de los hutíes. Llegó a Riad al día siguiente, cuando una coalición de países liderada por Arabia Saudita intervino en apoyo de su gobierno. Regresó a Adén en septiembre de 2015, cuando las fuerzas gubernamentales respaldadas por Arabia Saudita recuperaron la ciudad.  A finales de 2017, según los informes, residía en Riad bajo arresto domiciliario. 
En 2022, Hadi transfirió sus poderes a un recién formado Consejo de Liderazgo Presidencial dirigido por Rashad al-Alimi, que buscaría una solución política a la guerra civil de Yemen.  Esto se produjo en medio de un impulso más amplio por la paz con Arabia Saudita. Múltiples fuentes de los gobiernos saudí y yemení afirmaron que los saudíes lo habían obligado a ceder el poder.

## Biografía

### Primeros años
Nació en Abyan, en el Protectorado de Adén (actual Yemen) en 1945. Se graduó en una academia militar en la Federación de Arabia del Sur, en 1964. En 1966 se graduó después de recibir una beca para estudiar en Gran Bretaña, a pesar de no hablar inglés.

### Carrera militar y política

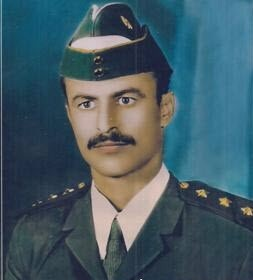
Un joven Hadi durante su época en el ejército de Yemen del Sur.

Se unió al ejército de Yemen del Sur en 1970, y pasó los siguientes años estudiando técnicas militares en Egipto y en la Unión Soviética. Ocupó varios puestos militares en el ejército de Yemen del Sur hasta 1986, cuando huyó a Yemen del Norte con Ali Nasser Mohammed, presidente de Yemen del Sur, después de que la facción del Partido Socialista Nasserista de Yemen perdió la guerra civil de 1986. Tras la unificación de los dos Yemen en un mismo estado, Hadi se convirtió en un General de División a principios de 1990. Su nombre puede escribirse de diferentes formas: Abd Rabu Mansur Hadi, Abd Rabá Mansour Hadi o Abdurabu Mansour Hadi, entre otras variantes.
Hadi se mantuvo leal al régimen de Alí Abdullah Saleh durante la guerra civil de 1994, tras el intento por parte del Sur de volver a secesionarse, y fue el ministro de Guerra que inició una exitosa ofensiva sobre la declarada República Democrática de Yemen.
Una vez finalizada la guerra con una victoria gubernamental, Hadi se convirtió en el nuevo vicepresidente de Saleh, siendo destituido su predecesor por haber participado en la secesión del Sur. Fue designado como presidente interino el 4 de junio de 2011 durante los levantamientos de Yemen de 2011, después de que Ali Abdullah Saleh, fue herido en un ataque contra el palacio presidencial, aunque éste seguía siendo oficialmente el Presidente de Yemen. ocupando el cargo hasta el 23 de septiembre de 2011. El 23 de noviembre de 2011 fue nombrado de nuevo Presidente de Yemen, después que Saleh renunciara al poder «a cambio de inmunidad para un ulterior juicio». Se esperaba que al-Hadi «forme un gobierno de unidad nacional y convoque anticipadamente las elecciones presidenciales en el plazo de 90 días» a partir del 23 de diciembre de 2011, mientras Saleh continuó sirviendo como Presidente sólo de nombre.

## Presidencia

### Elección presidencial de 2012
Hadi fue el único candidato en las elecciones presidenciales que se celebraron el 21 de febrero de 2012. Su candidatura fue apoyada por el oficialismo como por la oposición parlamentaria. Aunque la votación fue esencialmente simbólica porque había sólo un candidato y Hadi ya era el Presidente interino, se pretendía finalizar así la transferencia de poder de Saleh a al-Hadi. La Comisión Electoral informó que el 65 por ciento de los votantes registrados han votado durante la elección. Abd Rabbuh Mansur al-Hadi tomo juramento del cargo en el Parlamento el 25 de febrero de 2012. Fue investido formalmente como Presidente de Yemen el 27 de febrero de 2012, cuando Saleh renunció a la Presidencia y formalmente cedido el poder a al-Hadi.

### Primer año: Cuestiones de seguridad

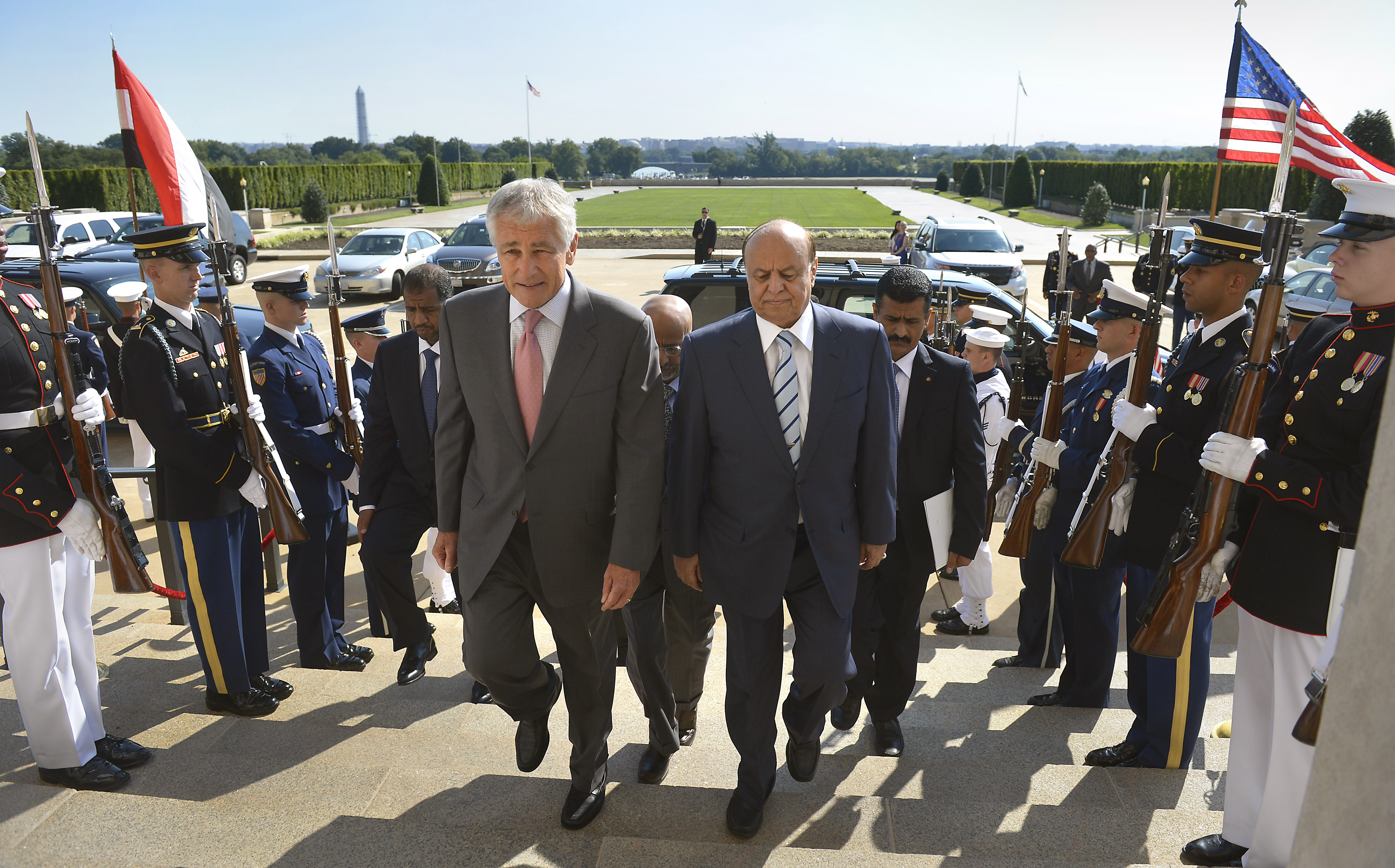
Hadi junto al Secretario de Defensa de los Estados Unidos Chuck Hagel en el Pentágono, julio de 2013.

Durante sus primeros días en la presidencia, Hadi defendió la idea de lanzar una potente ofensiva contra la insurgencia de Al-Qaeda en Yemen, la cual se había expandido en el sur del país durante las protestas anti-Saleh. En una reunión con el Secretario de Estado para Relaciones Exteriores y de la Mancomunidad del Reino Unido, William Hague, el mandatario yemení comentó: «Tenemos la intención de enfrentar el terrorismo con toda la fuerza posible y sea cual sea el grupo insurgente los buscaremos hasta en sus últimos escondites». Sin embargo, esto en la práctica era sumamente difícil. Además de los grupos insurgentes, Hadi debía enfrentarse a la fuerte división interna que afectaba al ejército yemení, principalmente desde la deserción del Mayor General Ali Mohsen al-Ahmar en marzo de 2011, luego de hacerse inevitable el derrocamiento de Saleh. Las protestas militares extendieron a la Guardia Republicana con sede en el sur de Saná cuando docenas de miembros de la Cuarta Brigada cerraron las entradas sur de la capital y exigieron el despido de su comandante, Mohammad Al-Arar, y su estado mayor.
En septiembre de 2012, durante una entrevista con el Washington Post, Hadi reconoció públicamente que el conflicto de baja intensidad que azotaba al país desde principios de la década de 2000 corría el riesgo de convertirse en una guerra civil «peor que Afganistán», después de que los diálogos no bastaran para resolver las profundas grietas políticas y sociales del estado. También dijo que el Yemen se enfrentaba a «tres guerras no declaradas» llevadas a cabo por Al Qaeda, los piratas en el Golfo de Aden, y los rebeldes Houthis en el norte, declarando también que Irán estaba apoyando a estos adversarios indirectamente, sin dar más detalles. Los Houthis, por su parte, se quejaron de los intentos de asesinato a sus delegados a Consejo Nacional de Diálogo.

### Reformas políticas y militares

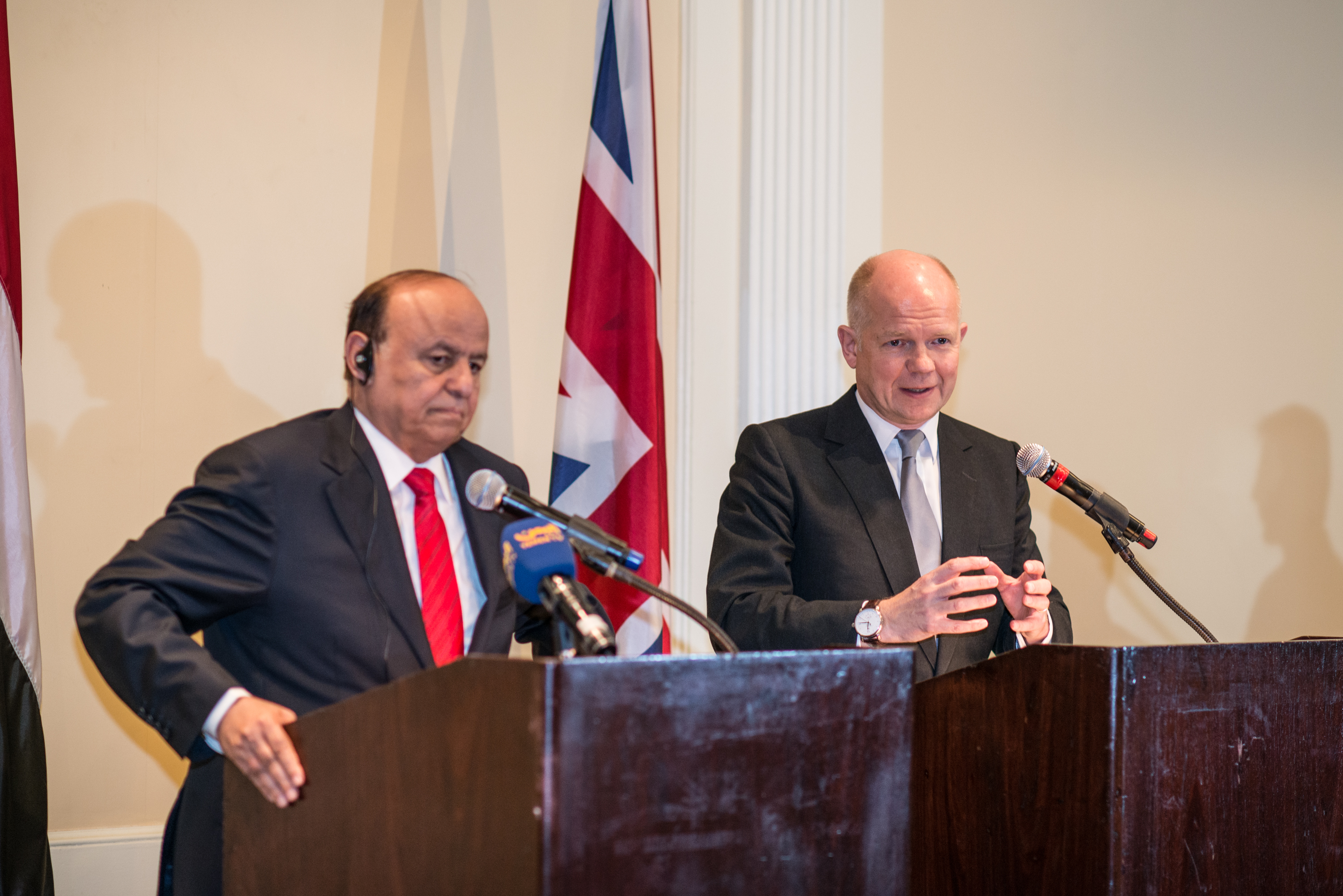
Hadi en una conferencia de prensa en el Reino Unido a finales de 2012.

En diciembre de 2012, en un intento de reunificar a las divididas Fuerzas Armadas, Hadi emitió el Decreto Presidencial №104, para reorganizar al ejército yemení en cinco ramas principales: la Fuerza Aérea, la Fuerza Terrestre, Armada y guardia costera, tropas fronterizas y Fuerzas de Reserva Estratégica, incluyendo el Comando de Operaciones Especiales, el Comando de Misiles de Defensa y las Fuerzas de Protección Presidencial. Las Fuerzas de Reserva Estratégica sustituyeron a la Guardia Republicana.
Tres meses después, marzo de 2013, cumpliendo con lo acordado en noviembre de 2011 sobre la apertura política y el diálogo, creó formalmente la Conferencia Nacional de Diálogo como una parte fundamental en el proceso de transición y estaba destinado a reunir grupos políticos y demográficos de todo Yemen para abordar las cuestiones críticas. Durante el siguiente año, Hadi empezó a empujar a los delegados de la conferencia para abandonar el estancamiento de la difícil situación política, económica y social del país y llevar las conversaciones a un pronto cierre. Cuando los asistentes finalmente acordaron unos pocos puntos finales, Hadi pronunció un discurso que dio como resultado un aumento de su popularidad en la población yemení, comprometiéndose a que el país adoptaría, prontamente, una nueva constitución de corte federal para responder a las demandas de mayor autonomía del Sur, a los cuales se les prometió igualdad de representación en el parlamento. La conferencia concluyó el 24 de enero de 2014, con la firma del Documento de NDC, que describía los resultados de la conferencia. En el documento se acordaba extender la presidencia de Hadi hasta 2015, cuando finalmente se llamaría a elecciones presidenciales democráticas. Tal hecho nunca pudo ser consumado debido al golpe de Estado.
Fuentes cercanas al mandatario, sin embargo, afirmaron que Hadi carecía del talento diplomático y carisma de Salleh para mediar conflictos internos, y que estaba obsesionado con la idea de que el expresidente, todavía activo en la política yemení y con una gran influencia en los asuntos del estado, trataría de derrocarlo. Ya en 2012 había exigido a la ONU que castigara a Salleh, bajo el pretexto de que estaba retrasando al transición pacífica, lo cual afectó severamente su imagen pública, haciéndolo ver como un mandatario dependiente de la comunidad internacional y «localmente débil».
Por otro lado, las reformas federalistas de Hadi disgustaron a los Houthis, pues la descentralización del país afectaría su economía gravemente, teniendo en cuenta que la zona habitada por ellos era la más pobre del país. El cambio a un régimen autonomista significaría que recibirían menos dinero del gobierno nacional. Las nuevas fronteras regionales, además, privarían a los Houthis de una salida al mar.

### Golpe de Estado de 2015

Mapa de Yemen representando el golpe de Estado de 2015.

El 9 de septiembre de 2014, manifestantes chiíes bajo el liderazgo de Abdul-Malik al-Houthi marcharon sobre la capital, Saná, hacia la oficina del gabinete y recibieron disparos por parte de las fuerzas de seguridad, dando como resultado siete víctimas fatales. El objetivo de los manifestantes era el regreso de los subsidios a los Houthis y la renuncia de Hadi. El diálogo político con los manifestantes fue inútil, pues los Houthis declararon «insuficientes» las concesiones. Los enfrentamientos en la capital yemení aumentaron durante la siguiente semana. El 18 de septiembre, un enfrentamiento entre Houthis y partidarios del islamista Partido Islah, ambos bandos armados, lucharon en las calles de Saná. Ese mismo día, los Houthis atacaron un puesto del ejército, siendo el primera ataque a gran escala contra las autoridades. Ese mismo día, los vuelos hasta y desde el Aeropuerto Internacional de Saná se suspendieron. El 19 de septiembre, Hadi afirmó que la insurrección Houthi en la capital yemení era un auténtico golpe de Estado, pero la ONU lo instó a buscar una solución pacífica.
El 21 de septiembre, los Houthis tomaron las oficinas del primer ministro, las Fuerzas Armadas y la televisión estatal, declarando formalmente su control fáctico sobre Saná. Las fuerzas gubernamentales, lideradas por Ali Mohsen al-Ahmar, se entregaron a las fuerzas Houthis después de fracasar al oponer resistencia. Los rebeldes firmaron entonces un acuerdo con el gobierno que provocó la renuncia del primer ministro Mohammed Basindawa, pero se negaron a deponer las armas. Hadi declaró inmediatamente un alto al fuego e instó a todas las facciones a respetar el acuerdo. Basindawa posteriormente declaró que la actitud de Hadi ante él después de forzar su renuncia había sido «autocrática», y que nunca le había informado de que el deterioro de la situación de seguridad en Yemen era tal.
A pesar de que teóricamente los Houthis y Hadi había acordado realizar un «gobierno de unidad» mientras se realizaban las conversaciones de paz, los Houthis mantuvieron su control sobre la capital en todo momento y rechazaron muchas de las medidas tomadas por Hadi, socavando su autoridad y convirtiéndolo en un jefe de Estado nominal. El 8 de noviembre, el partido de Hadi, el Congreso General del Pueblo, lo expulsó como su líder y rechazó sus opciones de gabinete. Finalmente, el 21 de enero de 2015, Hadi y su primer ministro, Khaled Bahah, presentaron su dimisión, pero el Parlamento se negó a aceptarla. Simultáneamente, los Houthis tomaron el palacio presidencial y proclamaron la disolución del Parlamento y, con eso, el fin de la administración de Hadi. Tanto Hadi como Bahah fueron puestos bajo arresto domiciliario.
El Secretario General de las Naciones Unidas, Ban Ki-moon, exigió la restauración de Hadi como presidente de Yemen después de que los Houthis proclamaron un «gobierno interino» a principios de febrero. La respuesta de Hadi, realizada el 8 de febrero, fue que su renuncia era definitiva y no podía ser retirada. El 21 de febrero, los Houthis liberaron a Hadi y este fue trasladado a Adén, aún bajo control del gobierno constitucional. Allí, Hadi dio un discurso refiriéndose aún a sí mismo como «Presidente de Yemen», afirmando que las medidas adoptadas por los Houthis eran ilegales, y que tanto su renuncia como la ratificación de la misma habían sido realizadas bajo coacción.

### Guerra Civil Yemení: Gobierno de Adén
Hadi aún controla parte del territorio yemení y es reconocido por las Naciones Unidas como el gobernante de Yemen. El 26 de marzo de 2015 el canal saudí Al-Ekhbariya reportó que Hadi hubo llegado a un base aéreo en Riad donde se reunió con el ministro de Defensa de Arabia Saudita, Mohamed bin Salman al mismo tiempo que Arabia Saudita y sus aliados lanzaron ataques aéreas en Yemen en contra de los Houthis en el Intervención militar en Yemen de 2015. No se conocía su ruta desde Adén hasta Riad inmediatamente. El 25 de marzo de 2017, Hadi fue condenado a muerte in absentia por los Houthis por «alta traición».
El 7 de abril de 2022, al-Hadi delegó sus poderes y los poderes de la vicepresidencia al Consejo de Mando Presidencial, compuesto por ocho miembros y presidido por Rashad al-Alimi.